# Stilaro
Der Stilaro (historisch: Elleporus) ist ein Fiumara in Süditalien.
Er fließt in der Metropolitanstadt Reggio Calabria (Region Kalabrien) von Nordwesten nach Südosten durch die Ortschaft Pazzano und durch die Städte Bivongi, Stilo und Monasterace. Die Mündung des Flusses liegt im Ionischen Meer, einem Teil des Mittelmeeres.